# Gaius Cestius
Gaius Cestius var en romersk riddare, vars död sannolikt inträffade 43 f.Kr. Han är begravd i Cestiuspyramiden, en minnesvård i form av en pyramid som arvingarna lät uppfföra någon gång mellan år 18 och 12 f.Kr. Pyramiden finns ännu i behåll nära intill Porta San Paolo i Rom.